# 伊瓦什基夫齊 (利維夫州)
48°52′6″N 23°6′47″E / 48.86833°N 23.11306°E
伊瓦什基夫齊（羅馬化：Ivashkivtsi）是烏克蘭西部的村莊，隸屬利維夫州的桑比爾區。該村始建於1570年，面積0.4平方公里，海拔高度741米，2001年人口52，人口密度每平方公里130人。